# استیتس آو فورت لادردیل
استیتس آو فورت لادردیل (به انگلیسی: Estates of Fort Lauderdale) یک منطقهٔ مسکونی در ایالات متحده آمریکا است که در شهرستان براوارد، فلوریدا واقع شده‌است. استیتس آو فورت لادردیل ۱٫۰ کیلومتر مربع مساحت و ۱٬۷۹۱ نفر جمعیت دارد.